# Ruda (powiat wieluński)
Ruda – wieś (dawniej miasto) w Polsce położona w województwie łódzkim, w powiecie wieluńskim, w gminie Wieluń. Położona w odległości 3 km od Wielunia, przy drodze wojewódzkiej nr 486 do Działoszyna oraz przy linii kolejowej Wieluń – Herby. Miejscowość leży w historycznej ziemi wieluńskiej.
Ruda uzyskała lokację miejską przed 1264 rokiem, zdegradowana około 1419 roku.

## Pochodzenie nazwy
Nazwa Ruda pochodzi prawdopodobnie od bogatych darniowych złóż rudy żelaza, które wydobywano w średniowieczu metodą duklową na bagnistych łąkach wokół osady. Kuźnice żelazne funkcjonowały jeszcze w XVI w.

## Historia
Odkryto, że pierwsza osada ludzka na tym terenie istniała już w okresie neolitu (2500–1700 lat p.n.e.).
Obronny gród kasztelański, powstał prawdopodobnie już na przełomie X/XI w. Ruda, co najmniej od I połowy XII w. pełniła rolę stolicy regionu jako siedziba kasztelanii. O tej jednej z najstarszych polskich kasztelanii wspomina w swej kronice Gall Anonim pod datą 1106 r. w związku z pobytem w niej dworu książęcego i konsekracji kościoła; używa obecnie stosowaną nazwę „Ruda” . Istnienie kasztelanii rudzkiej potwierdza istnienie bulla papieża Innocentego II z 1136 r., w której papież zatwierdził arcybiskupowi gnieźnieńskiemu dobra i dziesięciny m.in. z Rudy.

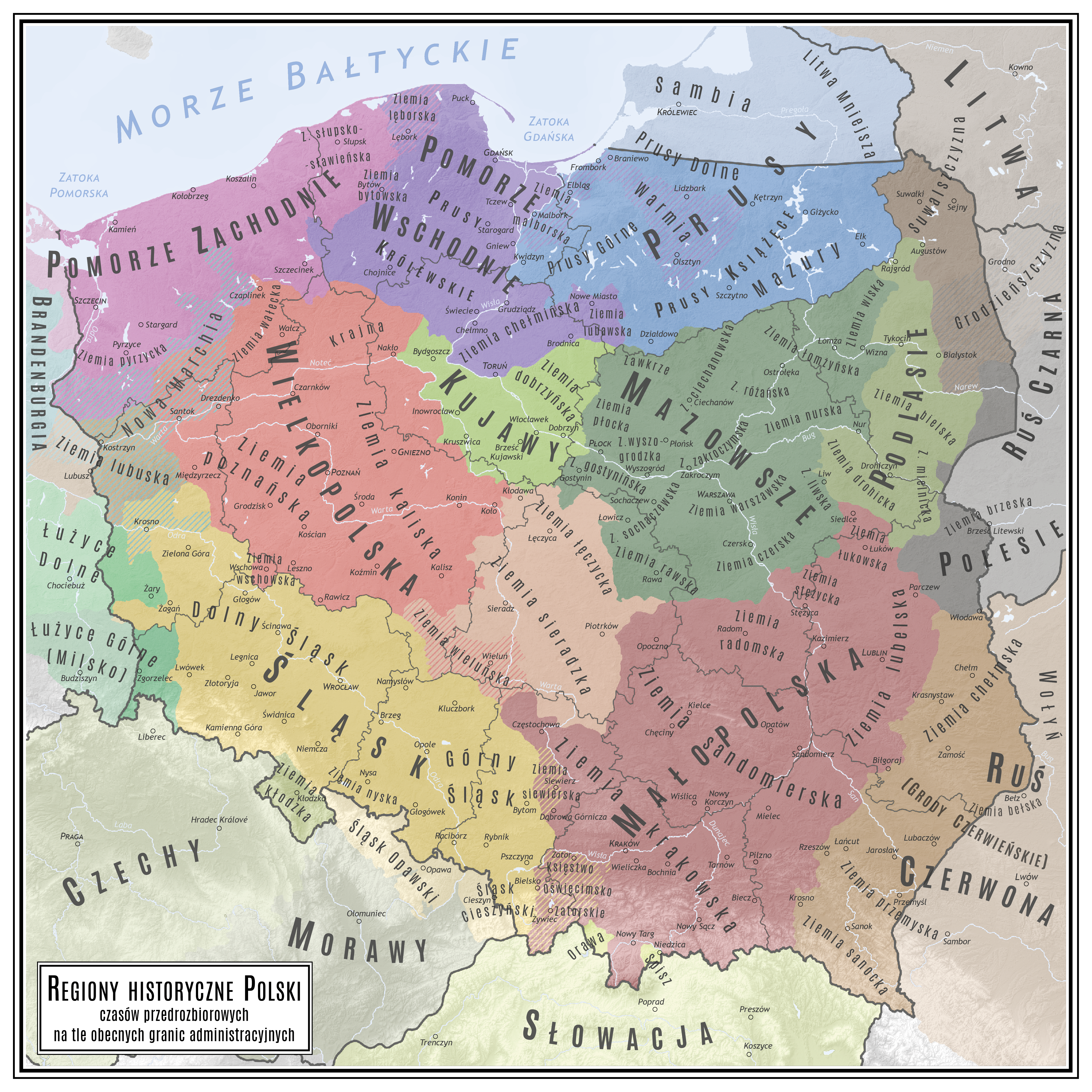
Ruda, Wieluń, ziemia wieluńska i inne krainy historyczne Polski na tle współczesnych granic administracyjnych

Kasztelania rudzka do 1138 należała do Wielkopolski. Kasztelania ta na początku okresu rozbicia dzielnicowego znalazła się w dzielnicy senioralnej obok takich grodów jak Gniezno, Kalisz, Łęczyca, Sieradz, czy Kraków. Władzę nad nią sprawowali kolejno: Władysław Wygnaniec, Bolesław Kędzierzawy, Mieszko Stary i Kazimierz Sprawiedliwy. W wyniku toczących się walk o władzę w dzielnicach, w 1181 r. Mieszko odzyskał Wielkopolskę i przyłączył do niej kasztelanię rudzką. Dalszy przebieg rozbicia dzielnicowego to seria zmagań książąt wielkopolskich i śląskich o kasztelanię rudzką/wieluńską i kasztelania była związana na przemian to z Wielkopolską, to ze Śląskiem .
Swój średniowieczny rozwój zawdzięcza Ruda położeniu na szlaku morawsko-kujawskim łączącym Morawy z Pomorzem, Gdańskiem i Prusami oraz zapewniającym połączenie ze Śląskiem Opolskim i Małopolską. Już przed 1264 zostało tu lokowane miasto na prawie niemieckim, o czym świadczą wzmianki o wójcie Fryderyku z 1264 i 1266. O miejskim charakterze Rudy wspomina także Kronika wielkopolska oraz Jan Długosz. Ostatecznie próba rozwinięcia ośrodka miejskiego nie zakończyła się sukcesem. W czasach panowania króla Przemysła II wyodrębniona była jednostka administracyjna określana jako ziemia rudzka.
Już pod koniec XIII w. Ruda utraciła jednak rolę ośrodka gospodarczego i politycznego na rzecz założonego na lepszym, bo suchszym terenie Wielunia. W latach 1419–1420 przeniesiono również do Wielunia siedzibę archidiakonatu i kolegium kanoników. Ruda stała się zwykłą wsią szlachecką.
Około roku 1420 Ruda wraz ziemią wieluńską zostały włączone do województwa sieradzkiego. Ruda znajdowała się w starostwie wieluńskim w powiecie wieluńskim województwa sieradzkiego aż do rozbiorów.
W latach 1975–1998 miejscowość należała administracyjnie do województwa sieradzkiego.

## Zabytki

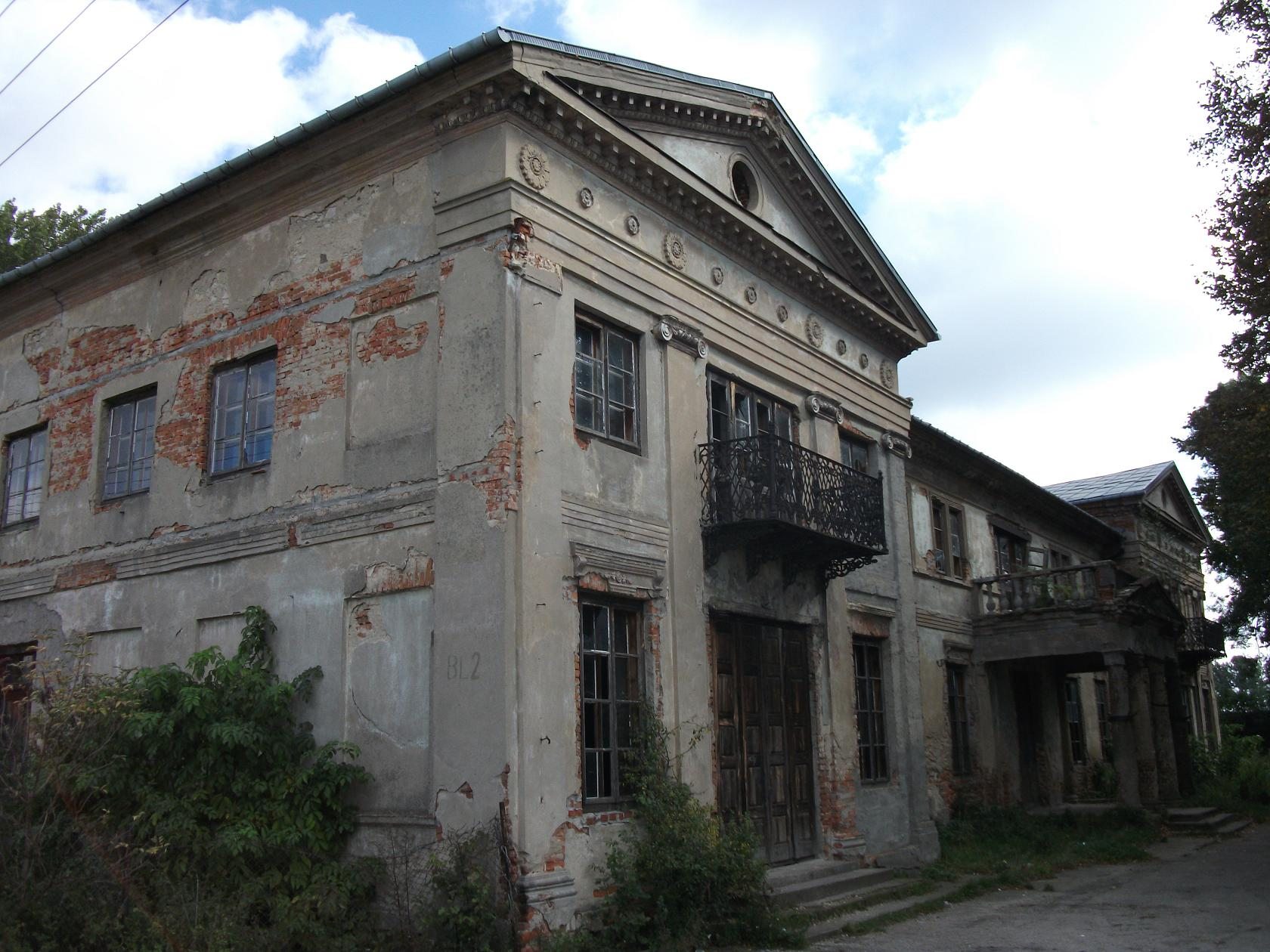
Pałac z roku 1851 w Rudzie

Jedynym świadectwem najstarszej historii Rudy jest kościół parafialny św. Wojciecha, według tradycji fundowany przez Piotra Dunina w 1142. Mimo licznych, późniejszych zmian przetrwało w nim sporo fragmentów romańskich. Jest to budowla orientowana, na rzucie prostokąta, jednonawowa, z wielobocznie zamkniętym prezbiterium. W odsłoniętej spod tynku w 1910 ścianie, zbudowanej z ciosów wydobytych z kamieniołomu olewińskiego piaskowca żelazistego, widoczne dwa, obecnie zamurowane, romańskie okienka oraz portal ze śladami po stosowaniu świdra ogniowego. Nawa nakryta drewnianym stropem. W prezbiterium żebrowane sklepienia gotyckie. W przyległej do nawy kaplicy, zbudowanej w 1594 renesansowe okno z bogato zdobionym obramieniem. W ołtarzu głównym późnogotycki tryptyk. Bogato dekorowana chrzcielnica gotycka z XIV w. Na ścianie południowej odkryto po wojnie utrzymane w stylu malarstwa bizantyjskiego freski przedstawiające Drogę Krzyżową, a w kruchcie – scenę chrztu Mieszka I i jego drużyny.
Na południe od kościoła znajduje się folwark wraz z założeniem parkowo-ogrodowym i pałacem z 1851, wzniesionym przez Emanuela Taczanowskiego h. Jastrzębiec. Wymieniony w dokumentach z 1561 folwark był w rękach Rudzkich, Rychłowskich i Masłowskich. W 1870 od Piotra Masłowskiego, sędziego wieluńskiego, wykupił te dobra Franciszek Taczanowski – szambelan i referendarz. W posiadaniu Taczanowskich folwark znajdował się do II wojny światowej. Pałac to budynek dwukondygnacyjny, zbudowany na planie wydłużonego prostokąta, z bocznymi ryzalitami i gankiem kolumnowym na osi fasady. Z budynków gospodarczych zachowała się oficyna z 1855, wozownia z magazynami, spichlerz, kuchnia letnia oraz oryginalna brama wjazdowa. W 1948, podczas kopania dołu na ziemniaki, na podwórzu majątku natrafiono na garnek gliniany wypełniony srebrnymi siekańcami o wadze 7 kg. Skarb pochodził z XI w. Po wojnie majątek o obszarze 657 ha zagospodarował PGR.

## Przyroda
Pałac otoczony jest resztkami założenia ogrodowego. Z dawnego drzewostanu przetrwały pomnikowe: dwa dęby szypułkowe (4,90 i 3,10 m) oraz cis.